# Galū Bāgh
Galū Bāgh (persiska: گلو باغ) är en ort i Iran.   Den ligger i provinsen Khorasan, i den östra delen av landet, 900 km öster om huvudstaden Teheran. Galū Bāgh ligger 1 471 meter över havet och antalet invånare är 392.
Terrängen runt Galū Bāgh är huvudsakligen kuperad, men norrut är den bergig. Terrängen runt Galū Bāgh sluttar österut. Runt Galū Bāgh är det glesbefolkat, med 10 invånare per kvadratkilometer. Närmaste större samhälle är Mākhūnīk, 19,5 km väster om Galū Bāgh. Trakten runt Galū Bāgh är ofruktbar med lite eller ingen växtlighet.